# Jean Sony Alcénat
Jean Sony Alcénat (Port-au-Prince, 23 gennaio 1986) è un ex calciatore haitiano, di ruolo difensore.

## Carriera

### Club
Dopo aver giocato con l'Aigle Noir, nel 2009 si trasferisce al Leixões, in Portogallo.
Nel 2011 è ingaggiato dal Rio Ave e l'anno seguente dai rumeni del Petrolul Ploiesti.

### Nazionale
Dal 2006 al 2016 rappresenta la Nazionale haitiana.
Viene convocato per la Copa América Centenario negli Stati Uniti.

## Palmarès

### Club

#### Competizioni nazionali
- Coppa di Romania: 1

Petrolul Ploiești: 2012-13